# Blagojev Kamen
Blagojev Kamen (cyr. Благојев Камен) – wieś w Serbii, w okręgu braniczewskim, w gminie Kučevo. W 2011 roku liczyła 26 mieszkańców.